# Gaia Peron
Gaia Peron (* 25. November 1986 in Forlimpopoli) ist eine ehemalige italienische Triathletin, die seit 2015 für die Türkei startete.

## Werdegang

### Staatsmeisterin Aquathlon 2010
Im Juni 2010 wurde Gaia Peron italienische Staatsmeisterin Aquathlon und im September 2010 wurde sie in Ungarn Dritte bei der Aquathlon-Weltmeisterschaft (2,5 km Laufen, 1 km Schwimmen und 2,5 km Laufen).
In Frankreich startet die starke Schwimmerin beim Grand Prix de Triathlon für die Mannschaft TCG 79 Parthenay. 2012 wurde sie in Tarzo Vize-Staatsmeisterin auf der Triathlon-Kurzdistanz.
Im September 2013 wurde sie Dritte bei der Staatsmeisterschaft auf der Triathlon-Kurzdistanz und sie konnte dieses Ergebnis 2014 wiederholen.
Im Januar 2015 gab sie bekannt, nun für die Türkei zu starten, um noch ein Olympiaticket für 2016 zu bekommen.
Im September 2016 konnte sie auf der Mitteldistanz den Ironman 70.3 Pula gewinnen (1,9 km Schwimmen, 90 km Radfahren und 21,1 km Laufen). Seit 2017 tritt Peron nicht mehr international in Erscheinung.

### Privates
Gaia Peron lebt heute mit ihrem Verlobten, dem Triathleten Luca Facchinetti (startet ebenso für TCG 79 Parthenay) in Ravenna.

## Sportliche Erfolge
| Datum/Jahr    | Rang | Wettbewerb                                           | Austragungsort   | Zeit     | Bemerkung                                                                            |
| ------------- | ---- | ---------------------------------------------------- | ---------------- | -------- | ------------------------------------------------------------------------------------ |
| Sep. 2017     | 1    | Triathlon Grado                                      | Grado            |          |                                                                                      |
| 1. Okt. 2016  | 3    | ITA Sprint Distance Triathlon National Championships | Riccione         | 01:04:14 | Staatsmeisterschaft Sprintdistanz                                                    |
| 7. Mai 2016   | 4    | Kalterer See Triathlon                               | Kalterer See     | 02:14.50 | hinter der Siegerin Alessia Orla                                                     |
| 6. Sep. 2015  | 4    | ETU Triathlon Premium European Cup                   | Constanta-Mamaia | 02:10:36 |                                                                                      |
| 4. Okt. 2014  | 2    | ITA National Championship Sprint Distance Triathlon  | Riccione         | 01:06:13 | Vize-Staatsmeisterin auf der Sprintdistanz                                           |
| 13. Sep. 2014 | 3    | ITA Triathlon National Championships                 | Sapri            | 02:00:00 |                                                                                      |
| 9. Aug. 2014  | 7    | ITU Triathlon World Cup                              | Tiszaújváros     | 01:00:08 | hinter der Siegerin Rachel Klamer (750 m Schwimmen, 20 km Radfahren und 5 km Laufen) |
| 6. Juli 2014  | 6    | T3 Triathlon                                         | Düsseldorf       | 01:00:56 | auf der Sprintdistanz (0,75 km Schwimmen, 20 km Radfahren und 5 km Laufen)           |
| 5. Juni 2014  | 5    | ETU Triathlon Premium European Cup                   | Rijssen-Holten   | 02:07:57 |                                                                                      |
| 18. Mai 2014  | 3    | ETU Sprint Triathlon European Cup                    | Bratislava       | 01:04:54 | [ 3 ]                                                                                |
| 1. Sep. 2013  | 3    | ITA Triathlon National Championships                 | Sapri            | 01:56:04 |                                                                                      |
| 14. Juli 2012 | 2    | ITA Triathlon National Championships                 | Tarzo            | 02:10:58 | Vize-Staatsmeisterin hinter Alice Betto                                              |
| 31. März 2011 | 27   | ITU Triathlon European Cup                           | Quarteira        | 02:12:44 |                                                                                      |
| 21. Aug. 2011 | 4    | ITU Triathlon European Cup                           | Karlovy Vary     | 02:08:36 |                                                                                      |
| 18. Juli 2010 | 2    | ITA National Championship Sprint Distance Triathlon  | Lecco            | 01:02:23 | Vize-Staatsmeisterin auf der Sprintdistanz                                           |
| 30. Mai 2010  | 10   | FISU World University Triathlon Championships        | Valencia         | 01:59:23 |                                                                                      |
| 8. Mai 2010   | 3    | Kalterer See Triathlon                               | Kalterer See     | 02:13:24 | Dritte im Triathlon auf der olympischen Distanz                                      |
| 27. Sep. 2009 | 1    | Vulcano Olympic Triathlon                            | Catania          | 02:13:23 | Italienische Studenten-Triathlon-Meisterin                                           |

| Datum/Jahr    | Rang | Wettbewerb        | Austragungsort | Zeit     | Bemerkung |
| ------------- | ---- | ----------------- | -------------- | -------- | --------- |
| 18. Sep. 2016 | 1    | Ironman 70.3 Pula | Pula           | 04:50:42 |           |

| Datum/Jahr    | Rang | Wettbewerb                          | Austragungsort | Zeit     | Bemerkung                        |
| ------------- | ---- | ----------------------------------- | -------------- | -------- | -------------------------------- |
| 8. Sep. 2010  | 3    | ITU Aquathlon World Championships   | Budapest       | 00:23:07 | Dritte bei der Weltmeisterschaft |
| 12. Juni 2010 | 1    | ITA National Championship Aquathlon | Gaggiano       | 01:25:42 | Staatsmeisterin Aquathlon        |